# Aeródromo de Saldungaray
El Aeródromo de Saldungaray es un aeropuerto ubicado 1 km al este de la ciudad de Saldungaray, Provincia de Buenos Aires, Argentina.